# راؤول أرياس
راؤول أرياس (بالإسبانية: Raúl Arias)‏ (29 أكتوبر 1957 بمدينة مكسيكو في المكسيك - ) هو لاعب كرة قدم مكسيكي في مركز الوسط. شارك مع منتخب المكسيك لكرة القدم. أما مع النوادي، فقد لعب مع أتلانتي إف سي وتايجرز أونال وكروز آزول وكلوب ليون ونادي بويبلا ونادي سان لويس ونادي كوريكامينوس ‏ وأتلتيكو بوتوسينو ‏ وتامبيكو ماديرو.

## وصلات خارجية
- راؤول أرياس على موقع قاعدة بيانات كرة القدم.إي يو (الإنجليزية)
- راؤول أرياس على موقع ناشيونال فوتبول تيمز (الإنجليزية)